# Igaroi
Igaroi é um distrito do município de Orós, região do Alto Jaguaribe, no Ceará.

## Características
O distrito de Igaroi fica a meio caminho entre Orós e outro município, Iguatu, ligados por estrada conhecida como Rodovia do Algodão. É separada da grande represa de Orós por uma elevação de terreno conhecida como Serrote. Diversas fazendas familiares estão distribuídas nessa região, com açudes instalados, dentre eles o açude Lima Campos e o açude Grande. Essa região começou a se desenvolver em meados do século XVIII, servindo de entreposto para as tropas de burro e gado vacum que se dirigiam para Salvador e Recife.
É uma comunidade agropecuária, de clima seco e quente, vegetação de caatinga.
Situa-se a 6º22'0" latitude sul e 39º2'60" longitude oeste.